# Viktor Georgijevics Fjodorov
Viktor Georgijevics Fjoderov (orosz betűkkel: Виктор Георгиевич Фёдоров; Vernij, Orosz Birodalom, 1885. november 11. – Saint-Cloud, Franciaország, 1922. március 4.) első világháborús orosz ászpilóta, orosz származása ellenére a francia légierő kötelékében szolgált és 5 légi győzelmet ért el.

## Élete
1885. november 11-én született az Orosz Birodalomhoz tartozó Vernijben (ma: Almati).
A francia légierő tagjaként részt vett az első világháborúban, ahol három repülő században szolgált. A C26-ban, a C42-ben és a Spa 89-ben. Légi győzelmeket azonban a C26-ban nem ért el. 1916. március 14-én szerezte meg első légi győzelmét Caudron G.4-es gépével, ismeretlen típusú ellenséges gép lelövésével. Márciusban még további két győzelmet aratott. Ezután két hosszú év telt el győzelmek nélkül, majd még utoljára 1918. szeptember 18-án és október 9-én lelőtt egy felderítő és egy kétüléses repülőgépet. Fjodorovot sikeres szolgálatáért három rangosabb kitüntetést kapott.
Fjodorov 1922. március 4-én hunyt el, 37 éves korában.

## Győzelmei
| Sorszám | Dátum                | Egység | Repülőgép   | Ellenfél  |
| ------- | -------------------- | ------ | ----------- | --------- |
| 1       | 1916. március 14.    | C42    | Caudron G.4 | EA        |
| 2       | 1916. március 21.    | C42    | Caudron G.4 | Kétüléses |
| 3       | 1916. március 30.    | C42    | Caudron G.4 | Kétüléses |
| 4       | 1918. szeptember 18. | Spa 89 | SPAD XIII   | Kétüléses |
| 5       | 1918. október 9.     | Spa 89 | SPAD XIII   | Felderítő |

## Lásd még
- Oroszország történelme
- Első világháború
- Az Orosz Birodalom első világháborús ászpilótái